# Vemakylindrus grandidentatus
Vemakylindrus grandidentatus är en kräftdjursart som beskrevs av Gamo 1988. Vemakylindrus grandidentatus ingår i släktet Vemakylindrus och familjen Diastylidae. Inga underarter finns listade i Catalogue of Life.